# Palosaari (ö i Finland, Södra Savolax, Nyslott, lat 61,78, long 28,42)
Palosaari är en halvö i Finland. Den ligger i sjön Pihlajavesi och i kommunen Sulkava i den ekonomiska regionen  Nyslotts ekonomiska region  och landskapet Södra Savolax, i den södra delen av landet, 260 km nordost om huvudstaden Helsingfors.